# Połoneczka (gmina)
Połoneczka – dawna gmina wiejska istniejąca do 1926 roku w woj. nowogródzkim (obecnie na Białorusi). Siedzibą gminy było miasteczko  Połoneczka (523 mieszk. w 1921 roku).
Gmina Połoneczka pojawia się w źródłach od 1919 roku w powiecie baranowickim. 19 lutego 1921 r. gminę wraz z powiatem baranowickim włączono do nowo utworzonego woj. nowogródzkiego.  Gminę zniesiono z dniem 22 stycznia 1926 a jej obszar wszedł w skład nowo utworzonej gminy Wolna.